# Jaime Capillas
Jaime Capillas Santoro (* 13. Februar 2001 in Jaca) ist ein spanischer Eishockeyspieler, der 2021 erneut beim CH Jaca spielt und in der spanischen Superliga auf dem Eis steht.

## Karriere
Jaime Capillas begann seine Karriere als Eishockeyspieler in seiner aragonischen Geburtsstadt Jaca, wo er beim CH Jaca zunächst in den Nachwuchsmannschaften spielte, aber bereits als 16-Jähriger in der Superliga debütierte. 2020 wechselte er nach Frankreich und spielte für den Toulouse Blagnac Hockey Club in der französischen U20-Liga. 2020 kehrte er nach Jaca zurück und gewann mit seinem Klub 2023 die spanische Meisterschaft und den Pokalwettbewerb.

### International
Für Spanien nahm Capillas im Juniorenbereich an den U18-Weltmeisterschaften 2017, 2018 und 2019 sowie den U20-Weltmeisterschaften 2019 und 2020 jeweils in der Division II teil.
Sein Debüt in der Herren-Nationalmannschaft gab Capillas bei der Weltmeisterschaft 2022 in der Division II. Dort spielte er auch bei der Weltmeisterschaft 2023, als nach zwölf Jahren die Rückkehr in die Division I gelang. Zudem stand er im Aufgebot seines Landes bei der Olympiaqualifikation für die Winterspiele in Mailand 2026.

## Erfolge und Auszeichnungen
- 2018 Aufstieg in die Division II, Gruppe A, bei der U18-Weltmeisterschaft der Division II, Gruppe B
- 2023 Spanischer Meister und Pokalsieger mit dem CH Jaca
- 2023 Aufstieg in die Division I, Gruppe B, bei der Weltmeisterschaft der Division II, Gruppe A